# Tvornica Smev
Smev je bivša tvornica strojeva i ljevaonica iz 1917. godine u Bjelovaru. Nalazila se u sklopu poduzeća Sjedinjeni paromlin d. d., unutar kompleksa bjelovarskog paromlina vlasnika Eduarda Nöthiga.
Proizvodnja tvornice sastojala se od: dizelskih motora, mlinova, malih gospodarskih strojeva, preša, kolotura, rešetki za kanale, kotača za plugove i ručnih kolica.
Unutar Smeva proizveden je prvi dizelski motor u bivšoj Kraljevini Jugoslaviji.
Zbog prevelike inozemne konkurencije i pada kupovne moći stanovništva, tvornica je zatvorena 1925.